# 주한 모로코 대사관
주한 모로코 대사관(아랍어: سفارة المغرب في كوريا)은 대한민국 서울특별시 용산구 동빙고동 308-5 1층에 위치하고 있는 모로코 대사관이다. 현직 주한 모로코 대사는 샤피크 라샤디이다.

## 역사
모로코는 1962년 대한민국과 외교 관계를 수립한 직후 주모로코 대한민국 대사관이 개설되었고, 모로코는 1966년 이후 일본 상주 대사가 주한 대사를 겸임해오다가 1988년 12월 상주 공관을 설치했다. 양국은 무역협정 (1976년), 경제기술협력협정 (1976년), 문화협정 (1977년), 사증면제협정 (1993년), 이중과세방지협정 (1999년), 투자보장협정 (1999년) 등을 체결하였다.
1999년에 외교통상부장관 홍순영이 모로코를, 2000년 5월 모로코의 상공부장관 알라미 타지가 대한민국을 방문하여 양국의 통상협력과 우의를 다졌다. 양국은 경제, 정치, 문화 전반에서 빈번한 교류를 갖고 있는데, 특히 어업분야에서 한국의 원양어업이 합작투자형태로 진출해 있으며 어업 연수생초청, 전문가 파견 등 어업기술협력에 성의를 다하고 있다.

## 주요 업무
주요 업무는 대한민국 정부와의 외교, 교섭, 양국 간 경제 통상 진흥, 재외국민 등록 등의 일반 영사사무, 대한민국 거주 모로코 국민의 여권 발권, 모로코 여행객에 대한 비자 발급, 모로코 제품의 수출 진흥, 모로코 홍보 등이다.

## 역대 주한 모로코 대사
- 출처: 대한민국 외교부[5]

### 일본 도쿄 상주 주한 모로코 대사
- 제1대: 타이에브 세브티 (Taieb Sebti, 1966년 6월 9일 신임장 제정)
- 제2대: 압데슬람 타들라우이 (Abdeslam Tadlaoui, 1975년 1월 30일 신임장 제정)

### 주한 모로코 대사
- 제1대: 누레딘 세피아니 (Noureddine Sefiani, 1988년 12월 1일 신임장 제정)
- 제2대: 모하메드 벤나니 스미레스 (Mohammed Bennani Smires, 1994년 8월 8일 신임장 제정)
- 제3대: 자파르 알즈 하킴 (Jaafar Alj Hakim, 2001년 4월 4일 신임장 제정)
- 제4대: 아흐메드 부르자임 (Ahmed Bourzaim, 2006년 2월 17일 신임장 제정)
- 제5대: 모하메드 샤리비 (Mohammed Charibi, 2009년 3월 24일 신임장 제정)
- 제6대: 샤피크 라샤디 (Chafik Rachadi, 2016년 12월 27일 신임장 제정)

## 같이 보기
- 모로코의 재외공관 목록
- 대한민국 주재 외국공관 목록
- 주모로코 대한민국 대사관
- 대한민국-모로코 관계